# Metropolie Kydónia a Apokoronas
Metropolie Kydónia a Apokoronas je jedna z metropolií Krétské pravoslavné církve pod jurisdikcí Konstantinopolského patriarchátu.

## Historie
Eparchie Kydónia existovala už roku 325 jako součást metropolie Gortyn.
Roku 826 byla eparchie zrušena poté co ostrov ovládly Arabové.
Roku 961 byla eparchie obnovena a když ve 12. století byla Kydónia zničena byla eparchie přejmenována na Agia. Tato eparchie byla zrušena roku 1211.
Roku 1645 došlo k obnovení kidónijské eparchie.
Roku 1831 byla k eparchii připojena eparchie Kissamos. Od této nesla jméno Kydónia a Kissamos.
Roku 1860 byla obnovena eparchie Kissamos a eparchie byla přejmenována na Kydónia a Apokoronas.
Roku 1962 získala titul metropolie.

## Seznam biskupů
- Kidonios (zmíněn roku 343)
- Sivon (zmíněn roku 458)
- Nikitas (zmíněn roku 692)
- Meliton (zmíněn roku 787)
- Porphirios (zmíněn roku 1061)
- Dionisios (zmíněn roku 1679)
- Kallinikos (zmíněn roku 1684)
- Gennadios (zmíněn roku 1685)
- Porphirios (? - srpen 1699)
- Arsenios (srpen 1699 - 1705)
- Efrem (1705/1706 - ?)
- Danielos (? - 1. července 1714)
- Makarios
- Ioasaf (zmíněn roku 1777)
- Martinianos (? - březen 1780)
- Gerasimos (1780-1815)
- Kallinikos (Sarpakis) (1815-1822)
- Artemios (1831-1846)
- Kallistos (Fintakidis) (1846-1858)
- Misael (Marmarakis-Ioannidis) (1859-1869)
- Gabriel (Grigorakis) (1869-1880)
- Ierotheos (Praudakis) (1881-1882)
- Nicephoros (Zachariadis) (1887-1912)
- Agatangelos (Nikolakis) (1912-1935)
- Agatangelos (Xirouchakis) (1936-1958)
- Nicephoros (Sytzanakis) (1959-1974)
- Irenaios (Atanasiadis) (1975-2006)
- Damaskinos (Papagiannakis) (od 2006)